# Alvin Ailey
Alvin Ailey (5 tháng 1 năm 1931 - 1 tháng 12 năm 1989) là một nhà biên đạo múa gốc Phi và nhà hoạt động xã hội người Mỹ người sáng lập Nhà hát Mỹ Alvin Ailey tại thành phố New York. Ông được coi là người phổ biến vũ điệu hiện đại và cách mạng hóa sự tham gia của người Mỹ gốc Phi trong điệu nhảy buổi hòa nhạc thế kỷ 20. Công ty của ông đã đạt được danh hiệu "Đại sứ văn hóa thế giới" vì đã lưu diễn quốc tế rộng rãi. Revelations - kiệt tác múa của Ailey được cho là màn vũ hiện đại nổi tiếng nhất và thường thấy nhất. Năm 1977, Ailey được tặng Huân chương Spingarn từ NAACP. 
Ông đã nhận được Kennedy Center Honors năm 1988, chỉ một năm trước khi ông qua đời. Trong năm 2014, Tổng thống Barack Obama đã truy tặng Ailey Huân chương Tự do Tổng thống.

## Biên đạo múa
- Cinco Latinos, Alvin Ailey American Dance Theatre, Kaufmann Concert Hall, New York City, 1958.
- Blues Suite (xem thêm ở dưới), Alvin Ailey American Dance Theatre,Kaufmann Concert Hall, 1958.
- Revelations, Alvin Ailey American Dance Theatre, Kaufmann ConcertHall, 1960
- Three for Now, Alvin Ailey American Dance Theatre, Clark Center, New York City, 1960.
- Knoxville: Summer of 1915, Alvin Ailey American Dance Theatre, Clark Center, 1960.
- (With Carmen De Lavallade) Roots of the Blues, Lewisohn Stadium, New York City, 1961.
- Hermit Songs, Alvin Ailey American Dance Theatre, Library of Congress, Washington, D.C., 1963.
- Ariadne, Harkness Ballet, Opera Comique, Paris, 1965.
- Macumba, Harkness Ballet, Gran Teatro del Liceo, Barcelona, Spain,1966, then produced as Yemanja, Chicago Opera House, 1967.
- Quintet, Alvin Ailey American Dance Theatre, Church Hill Theatre, Edinburgh Festival, Scotland, 1968, then Billy Rose Theatre, New York City, 1969.
- Masekela Langage, Alvin Ailey American Dance Theatre, American Dance Festival, New London, Connecticut, 1969, then Brooklyn Academy of Music, New York City, 1969.
- Streams (also see below), Alvin Ailey American Dance Theatre, Brooklyn Academy of Music, 1970.
- Gymnopedies, Alvin Ailey American Dance Theatre, Brooklyn Academy of Music, 1970.
- The River, American Ballet Theatre, New York State Theater, 1970.
- Flowers, Alvin Ailey American Dance Theatre, ANTA Theatre, 1971.
- Myth, Alvin Ailey American Dance Theatre, New York City Center, 1971.
- Choral Dances, Alvin Ailey American Dance Theatre, New York City Center, 1971.
- Cry, Alvin Ailey American Dance Theatre, New York City Center, 1971.
- Mingus Dances, Robert Joffrey Company, New York City Center, 1971.
- Mary Lou's Mass, Alvin Ailey American Dance Theatre, New York City Center, 1971.
- Song for You, Alvin Ailey American Dance Theatre, New York City Center, 1972.
- The Lark Ascending, Alvin Ailey American Dance Theatre, New York City Center, 1972.
- Love Songs, Alvin Ailey City Center Dance Theater, New York City Center, 1972.
- Shaken Angels, 10th New York Dance Festival, Delacorte Theatre, New York City, 1972.
- Sea Change, American Ballet Theatre, Kennedy Center Opera House, Washington, D.C., 1972, then New York City Center, 1973.
- Hidden Rites, Alvin Ailey City Center Dance Theater, New York City Center, 1973.
- Archipelago, 1971,
- The Mooche, 1975,
- Night Creature, 1975,
- Pas de "Duke", 1976,
- Memoria, 1979,
- Phases, 1980
- Landscape, 1981.

## Sân khấu

### Đóng phim và vũ đạo
- (ra mắt Broadway) House of Flowers, Alvin Theatre, New York City, 1954 - Diễn viên và vũ công.
- The Carefree Tree, 1955 - Diễn viên và vũ công.
- Sing, Man, Sing, 1956 - Diễn viên và vũ công.
- Show Boat, Marine Theatre, Jones Beach, New York, 1957 - Diễn viên và vũ công.
- Jamaica, Imperial Theatre, New York City, 1957 - Diễn viên và vũ công chính.
- Call Me By My Rightful Name, One Sheridan Square Theatre, 1961 - Paul.
- Ding Dong Bell, Westport Country Playhouse, 1961 - Negro Lãnh đạo chính trị.
- Blackstone Boulevard, Talking to You, produced as double-bill in 2 by Saroyan, East End Theatre, New York City, 1961-62.
- Tiger, Tiger, Burning Bright, Booth Theatre, 1962 - Clarence Morris.

### Biên đạo múa sân khấu
- Carmen Jones, Theatre in the Park, 1959.
- Jamaica, Music Circus, Lambertville, New Jersey, 1959.
- Dark of the Moon, Lenox Hill Playhouse, 1960.
- (kiêm đạo diễn) African Holiday (nhạc kịch), Apollo Theatre, New York City, 1960, sau đó được thực hiện tại Howard Theatre, Washington, D.C., 1960.
- Feast of Ashes (ballet), Robert Joffrey Company, Teatro San Carlos, Lisbon, Portugal, 1962, then produced at New York City Center, 1971.
- Antony and Cleopatra, Metropolitan Opera House, Lincoln Center, New York City, 1966.
- La Strada, first produced at Lunt-Fontanne Theatre, 1969.
- (với những người khác) Mass, Metropolitan Opera House, 1972, then John F. Kennedy Center for the Performing Arts, Washington, D.C., and Philadelphia Academy of Music, both 1972.
- Carmen, Metropolitan Opera, 1972.
- Ballet với biên đạo, Lord Byron (opera; xem thêm ở dưới), Juilliard School of Music, New York City, 1972.
- Four Saints in Three Acts, Piccolo Met, New York City, 1973.

### Đạo diễn
- (với William Hairston) Jerico-Jim Crow, The Sanctuary, New York City, 1964, sau đó là Greenwich Mews Theatre, 1968.

## Phim ảnh

### Xuất hiện
- (Phim ra mắt) Dancer, Lydia Bailey, Twentieth-Century Fox, 1952
- Vũ công, Carmen Jones, Twentieth-Century Fox, 1954

### Biên đạo múa trong phim
- Biên đạo múa với những người khác, The Turning Point, Twentieth-Century Fox, 1977.

## Truyền hình

### Xuất hiện
- Vũ công (với Horton Company), Party at Ciro's (xem thêm ở dưới), 1954.
- Vũ công (với Horton Company), Red Skelton Show (xem thêm ở dưới), CBS, 1954.
- (với Alvin Ailey American Dance Theatre) Dave Garroway Today Show, NBC, 1959.
- (với Alvin Ailey American Dance Theatre) Look Up and Live, CBS, 1962.
- (với Alvin Ailey American Dance Theatre) Camera Three, CBS, 1962-63.
- Lễ ghi công Bob Hope, NBC, 1988.
- A Duke Named Ellington (tên khác: American Masters), PBS, 1988.
- The Kennedy Center Honors: A Celebration of the Performing Arts, CBS, 1988.
- 16th Annual Black Filmmakers Hall of Fame, syndicated, 1989.
- Bill Cosby Salutes Alvin Ailey, NBC, 1989.

### Biên đạo múa truyền hình
- The Jack Benny Show, CBS, 1954.
- Red Skelton Show, CBS, 1954.
- Parade, CBC, 1964.
- Alvin Ailey: Memories and Visions, PBS, 1974.
- "Blues Suite", Three by Three, PBS, 1985.
- "Revelations", The Kennedy Center Honors: A Celebration of the Performing Arts, CBS, 1988.
- "Revelations", Bill Cosby Salutes Alvin Ailey, NBC, 1989.
- "For Bird - With Love", Alvin Ailey American Dance Theater, Steps Ahead, PBS, 1991.
- Also contributed choreography for Party at Ciro's, 1954.
- Choreographed Ailey Celebrates Ellington, 1974 and 1976, Solo for Mingus, 1979, and Memoria, 1979.

## Chuyển thể biên đạo
- Blues Suite, Masekela Langage, Streams, and the ballet of Lord Byron have been filmed.